# گروه آب‌ب
گروه آب‌ب (به انگلیسی: ABB Ltd.) یک شرکت چندملیتی سوئیسی-سوئدی است، که دفتر مرکزی آن در شهر زوریخ سوئیس قرار دارد و بیشتر در زمینه‌های برق قدرت و فناوری خودکارسازی فعالیت می‌کند.
شرکت آب‌ب در سال ۱۹۸۸ از ادغام شرکت سوئیسی براون، باوری اند سی و شرکت سوئدی آاس‌ای‌آ شکل گرفت.
آب‌ب علاوه‌بر این که یکی از بزرگترین شرکت‌های مهندسی جهان است، یکی از بزرگترین شرکت‌های الحاقی در جهان نیز، محسوب می‌شود.

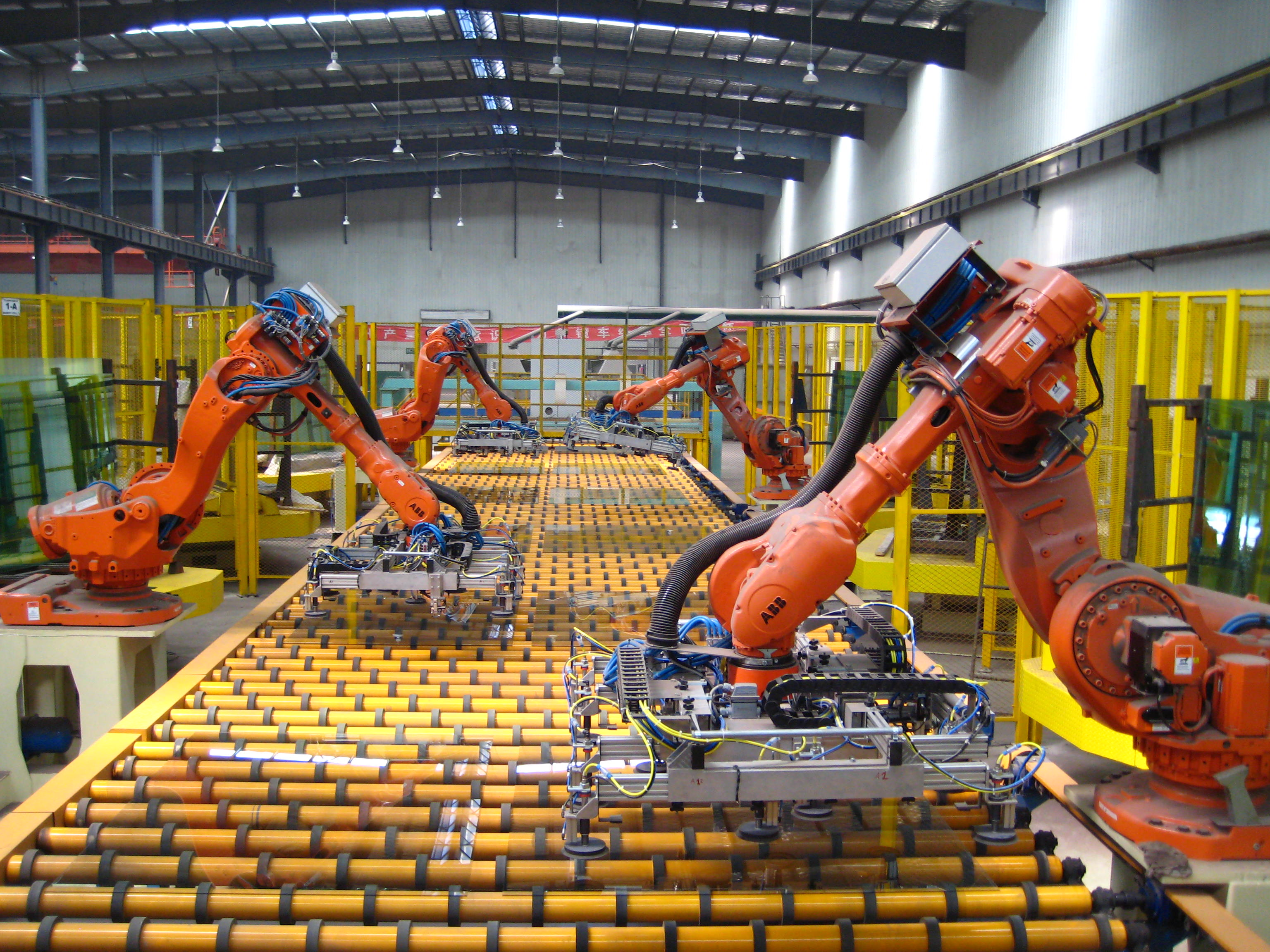
ربات‌های صنعتی ساخت آب‌ب در صنایع شیشه

گروه آب‌ب در بیش از ۱۰۰ کشور فعالیت می‌نماید و حدود ۱۴۴٬۰۰۰ کارمند دارد. درآمد جهانی آب‌ب، در سال ۲۰۱۹ معادل ۲۸ میلیارد دلار، گزارش شده‌است. شرکت ABB بزرگترین شرکت هوشمندسازی برق ساختمان مبتنی بر استاندارد KNX می‌باشد.
سهام آب‌ب در بورس سیکس سوئیس، نزدک استکهلم و بورس نیویورک معامله می‌شود.